# Ферндейл (Мичиган)
Ферндейл (англ. Ferndale) — город в округе Окленд (Мичиган, США). Согласно переписи 2020 года, население составляло 19 190 человек.

## История
Коренные американцы были первыми поселенцами земли, на который ныне находится Ферндейл. В 1800-х годах фермеры начали обрабатывать землю. После того, как человечество изобрело автомобиль и развилось конвейерное производство, население Ферндейла быстро увеличилось.

## География
По данным Бюро переписи населения США, город имеет общую площадь в 10,04 км2.
Ферндейл примыкает к таким населённым пунктам, как Детройт (на юге), Ок-Парк (на западе), Хейзел-Парк (на востоке), Плезант-Ридж (на севере), Ройал-Ок-Чартер-Тауншип (на юго-западе) и Ройал-Ок (на севере).

## Население
| Год переписи                              | Нас.  |  | %±     |
| ----------------------------------------- | ----- |  | ------ |
| 1920                                      | 2640  |  | —      |
| 1930                                      | 20855 |  | 690%   |
| 1940                                      | 22523 |  | 8%     |
| 1950                                      | 29675 |  | 31,8%  |
| 1960                                      | 31347 |  | 5,6%   |
| 1970                                      | 30850 |  | −1,6%  |
| 1980                                      | 26227 |  | −15%   |
| 1990                                      | 25084 |  | −4,4%  |
| 2000                                      | 22105 |  | −11,9% |
| 2010                                      | 19900 |  | −10%   |
| 2020                                      | 19190 |  | −3,6%  |
| 1920–2020 — перепись населения. Источник: |       |  |        |